# As-Samh ibn Malik al-Chaulani
As-Samh ibn Malik al-Chaulani (arab. السمح بن مالك الخولاني) – arabski gubernator Al-Andalus w latach 718-721.
W okresie swoich rządów poprowadził wyprawę do południowej Francji, gdzie odniósł szereg sukcesów zdobywając Narbonę, Béziers, Agde, Lodève, Montpellier i Nîmes. Następnie powrócił do Hiszpanii, gdzie zorganizował nową, większą armię do zdobycia Tuluzy. W czasie oblężenia miasta, 9 czerwca 721 roku, doszło do starcia z siłami władcy Akwitanii, Odo Wielkiego. Samh został ciężko ranny w bitwie i zmarł wkrótce później.